# 스파이 (2013년 영화)
《스파이》(영어: The Spy: Undercover Operation)는 2013년에 개봉한 대한민국의 액션 코미디 영화이다. 제작 초기에는 미스터K라는 제목이었고 당초 연출을 맡은 감독은 이명세 감독이었지만  태국에서 촬영 도중 제작진과 의견 충돌을 일으키다가 중도에   하차하였다. 교체 된 이승준 감독이 연출을 맡았는데 1994년 영화 《트루 라이즈》와 유사한 플롯을 가졌다는 점에서 표절 의혹을 제기받았다.

## 줄거리
일할 때만큼은 제임스 본드가 따로 없지만 일이 끝나고 나면 마누라한테 쩔쩔매는 공처가로 돌변하는 남자 김철수. 그의 정체는 대한민국 최정예 스파이였지만 이를 전혀 모르는 아내 안영희는 허구헌날 바깥생활만 하는 남편때문에 하루하루 울화통이 치밀어 올랐다. 그러던 어느날, 아이를 낳기 위해 받아둔 휴가날 태국에서 의문의 테러사건이 터지는 바람에 급히 출동하게 된 철수. 이에 쌓여 있던 울화통이 폭발한 영희는 비행일정을 바꿔 태국으로 날아와 버린다. 이후 그곳에서 의문의 꽃미남 라이언을 만나 잠시나마 행복한 시간을 보낸다.
한편, 사건의 모든 비밀을 쥐고 있는 천재 물리학자 백설희를 찾기위해 곳곳을 수색하던 철수는 가는 곳마다 다른 남자와 데이트를 하고 있는 아내를 봤고 이후 임무도 뒷전으로 미뤄둔 채 아내 미행에 열을 올린다. 그리고 다른 남자 앞에서는 천상여자로 돌변한 아내를 보자 원망감과 배신감이 동시에 솟구친다.

## 캐스팅

### 주요 인물
- 김철수 대리 (배우: 설경구)

대한민국 최정예 스파이. 통칭 김대리. 일을 할 때 만큼은 제임스 본드도 울고 갈 화려한 민첩함과 첩보력을 자랑하지만 집에만 가면 마누라한테 찍소리도 못하는 공처가로 돌변한다.
- 안영희 (배우: 문소리)

철수의 아내이며 직업은 스튜어디스. 결혼한지 7년이나 됐지만 남편이 허구헌날 바깥생활만 하는 탓에 시댁에서도 무시받기 일쑤. 그래서 남편에 대한 원망감이 날로 쌓여만 가고 있다.
- 라이언 (배우: 다니엘 헤니)

의문의 꽃미남. 비행일정을 바꿔 태국으로 오게 된 영희와 처음 만났고 그녀와 같이 다니기 시작한다.

### 주변 인물
- 진 실장 (배우: 고창석)

철수의 항상 붙어다니는 그의 든든한 조력자이자 파트너.
- 백설희 (배우: 한예리)

북한 출신의 천재 물리학자. 본 영화에서 벌어지는 모든 사건의 비밀을 쥐고 있는 인물.
- 염사장 (배우: 정인기)

김철수, 진실장, 이미란의 직장상사이자 임무 총지휘자.
- 야구르트(이름: 이미란) (배우: 라미란)

평범한 야구르트 아줌마로 위장한 스파이. 정수기에 전단지를 하나 붙이는데 이름이 '이미란'이라고 적혀있다.
- 철수 모 (배우: 김지영)

철수의 엄마. 유독 큰며느리에게 못되게 군다.
- 대통령 (배우: 송재호)

중대한 안보사건에 휘말린 대한민국 대통령.

### 기타 인물
- 태국 밴 요원 (배우: 서승인)
- 일본 위장요원 (배우: 백선우)
- 태국 밴 요원 (배우: 임재민)
- 상황실 요원5 (배우: 서현우)
- 비서실장 (배우: 조영진)
- 태국 호텔 요원 (배우: 박상현)
- 미국 위장요원 (배우: 칼리드 일라이저 타피아)
- 인천항 검시관 (배우: 양도현)
- 작은 고모 (배우: 이새로미)
- 일본 위장요원 (배우: 김리우)
- 태국 호텔 요원 (배우: 최리호)
- 국정원 경호원1 (배우: 최우형)
- (배우: 이리우)